# Список Героев Советского Союза (Бахаев — Белоусов)
В настоящем списке представлены в алфавитном порядке все Герои Советского Союза, чьи фамилии начинаются с буквы «Б» (всего 983 человека, из них 12 удостоены этого звания дважды, один — трижды и один — четырежды). Список содержит даты Указов Президиума Верховного Совета СССР о присвоении звания, информацию о роде войск, должности и воинском звании Героев на дату представления к присвоению звания Героя Советского Союза, годах их жизни.
Ударения в фамилиях Героев приведены по книге «Герои Советского Союза: Краткий биографический словарь / Пред. ред. коллегии И. Н. Шкадов. — М.: Воениздат, 1987. — Т. 1 /Абаев — Любичев/. — 911 с. — 100 000 экз. — ISBN отс., Рег. № в РКП 87-95382.».
- Персиковым цветом  в таблице выделены Герои, удостоенные звания дважды и более раз.
- Серым цветом  в таблице выделены Герои, представленные к званию посмертно.

| Навигационная таблица | Навигационная таблица                |
| --------------------- | ------------------------------------ |
| «Б»                   | Бабаджанян Амазасп — Балебин Василий |
| «Б»                   | Баленко Александр — Батяев Василий   |
| «Б»                   | Бахаев Степан — Белоусов Павел       |
| «Б»                   | Белоусов Степан — Бирченко Иван      |
| «Б»                   | Бирюзов Сергей — Бойцов Игорь        |
| «Б»                   | Бойцов Филипп — Бортник Роман        |
| «Б»                   | Бортовский Матвей — Булаев Александр |
| «Б»                   | Булаенко Иван — Бяков Алексей        |

| № п/п | Фамилия Имя Отчество                                              | Дата Указа            | Род войск    | Должность | Звание                                    | Годы жизни                                  | БС ГС НЛ                        |
| ----- | ----------------------------------------------------------------- | --------------------- | ------------ | --- | ----------------------------------------- | ------------------------------------------- | ------------------------------- |
| 243   | Баха́ев Степан Антонович                                           | 13.11.1951            | авиация      | командир эскадрильи 523-го истребительного авиационного полка 303-й истребительной авиационной дивизии Дальневосточного Военного округа | капитан                                   | 02.02.1922 — 05.07.1995                     | ——                              |
| 244   | Ба́харев Василий Никифорович                                       | 29.10.1943            | пехота       | стрелок 42-го стрелкового полка 180-й стрелковой дивизии 38-й армии Воронежского фронта | красноармеец                              | 06.12.1909 — 25.11.1985                     | [ БС 2 ] [ ГС 2 ] [ НЛ 1 ]      |
| 245   | Ба́харев Иван Иванович                                             | 20.12.1943            | пехота       | командир отделения взвода пешей разведки 267-го гвардейского стрелкового полка 89-й гвардейской стрелковой дивизии 37-й армии Степного фронта | гвардии старший сержант                   | 25.08.1910 — 30.09.1943                     | [ БС 2 ] [ ГС 3 ] [ НЛ 2 ]      |
| 246   | Ба́харев Пётр Михайлович                                           | 15.01.1944            | комиссар     | комсорг батальона 239-го гвардейского стрелкового полка 76-й гвардейской стрелковой дивизии 61-й армии Центрального фронта | гвардии лейтенант                         | 07.01.1920 — 05.11.1986                     | [ БС 2 ] [ ГС 4 ] [ НЛ 3 ]      |
| 247   | Бахва́лов Валентин Николаевич                                      | 31.05.1945            | инженер      | командир 9-го отдельного гвардейского сапёрного батальона 12-й гвардейской стрелковой дивизии 61-й армии 1-го Белорусского фронта | гвардии майор                             | 16.10.1913 — 02.03.1994                     | [ БС 2 ] [ ГС 5 ] [ НЛ 4 ]      |
| 248   | Бахва́лов Василий Петрович                                         | 15.01.1940            | авиация      | воздушный стрелок-радист 2-го скоростного бомбардировочного авиационного полка 15-й скоростной бомбардировочной авиационной бригады Военно-воздушных сил Северо-Западного фронта | старшина                                  | 26.02.1914 — 12.05.1942                     | ——                              |
| 249   | Бахва́лов Георгий Павлович                                         | 04.02.1944            | авиация      | старший лётчик-наблюдатель 11-го отдельного разведывательного авиационного полка 3-й воздушной армии Калининского фронта | капитан                                   | 10.01.1914 — 29.09.1974                     | [ БС 2 ] [ ГС 7 ] [ НЛ 5 ]      |
| 250   | Ба́хирев Владимир Николаевич                                       | 03.06.1944            | пехота       | помощник начальника штаба 176-го гвардейского стрелкового полка 59-й гвардейской стрелковой дивизии 3-й гвардейской армии 4-го Украинского фронта | гвардии капитан                           | 23.11.1923 — 09.02.1944                     | [ БС 2 ] [ ГС 8 ] [ НЛ 6 ]      |
| 251   | Бахме́тьев Иван Андреянович                                        | 30.10.1943            | пехота       | командир 120-го стрелкового полка 69-й стрелковой дивизии 65-й армии Центрального фронта | полковник                                 | 18.10.1915 — 16.05.2004                     | [ БС 3 ] [ ГС 9 ] [ НЛ 7 ]      |
| 252   | Бахта́дзе Григорий Георгиевич груз. ბახტაძე გრიგორი                | 03.06.1944            | пехота       | командир роты 1038-го стрелкового полка 295-й стрелковой дивизии 28-й армии 3-го Украинского фронта | лейтенант                                 | 07.07.1916 — 07.01.1957                     | [ БС 4 ] [ ГС 10 ] [ НЛ 8 ]     |
| 253   | Бахти́н Александр Егорович                                         | 10.01.1944            | пехота       | командир роты 615-го стрелкового полка 167-й стрелковой дивизии 38-й армии 1-го Украинского фронта | старший лейтенант                         | 1918 — 09.04.1944                           | [ БС 4 ] [ ГС 11 ] [ НЛ 9 ]     |
| 254   | Ба́хтин Иван Павлович                                              | 18.08.1945            | авиация      | командир 190-го штурмового авиационного полка 214-й штурмовой авиационной дивизии 15-й воздушной армии Ленинградского фронта | подполковник                              | 22.07.1910 — 25.01.1994                     | [ БС 4 ] [ ГС 12 ] [ НЛ 10 ]    |
| 255   | Ба́хтин Михаил Иванович                                            | 23.02.1945            | авиация      | командир звена 43-го гвардейского штурмового авиационного полка 230-й штурмовой авиационной дивизии 4-й воздушной армии 2-го Белорусского фронта | гвардии лейтенант                         | 07.06.1917 — 03.08.1968                     | [ БС 4 ] [ ГС 13 ] [ НЛ 11 ]    |
| 256   | Ба́хтин Семён Алексеевич                                           | 03.06.1944            | пехота       | командир роты 667-го стрелкового полка 218-й стрелковой дивизии 47-й армии Воронежского фронта | младший лейтенант                         | 02.02.1920 — 17.07.1970                     | [ БС 4 ] [ ГС 14 ] [ НЛ 12 ]    |
| 257   | Бахчиванджи́ Григорий Яковлевич                                    | 28.04.1973            | авиация      | лётчик-испытатель НИИ ВВС | капитан                                   | 20.02.1908 — 27.03.1943                     | ——                              |
| 258   | Бачи́нский Дмитрий Григорьевич укр. Бачинський Дмитро Григорович   | 10.04.1945            | артиллерия   | командир батареи 116-й тяжёлой гаубичной артиллерийской бригады 3-й артиллерийской дивизии 7-го артиллерийского корпуса прорыва РГК в составе 5-й гвардейской армии 1-го Украинского фронта | капитан                                   | 09.11.1920 — 30.11.2007                     | [ БС 5 ] [ ГС 16 ] [ НЛ 13 ]    |
| 259   | Бачу́рин Василий Иванович                                          | 20.04.1945            | морской флот | командир отделения сапёрного взвода 384-го отдельного батальона морской пехоты Одесской военно-морской базы Черноморского флота | старшина 1-й статьи                       | 1920 — 27.03.1944                           | [ БС 6 ] [ ГС 17 ] [ НЛ 14 ]    |
| 260   | Бачу́рин Фёдор Игнатьевич                                          | 29.06.1945            | танкист      | командир танка 3-го танкового батальона 9-й гвардейской танковой бригады 1-го гвардейского механизированного корпуса 4-й гвардейской армии 3-го Украинского фронта | гвардии лейтенант                         | 08.08.1922 — 11.01.1945                     | [ БС 6 ] [ ГС 18 ] [ НЛ 15 ]    |
| 261   | Баша́рин Иван Васильевич                                           | 19.08.1944            | авиация      | заместитель командира эскадрильи 810-го штурмового авиационного полка 225-й штурмовой авиационной дивизии 15-й воздушной армии 2-го Прибалтийского фронта | старший лейтенант                         | 01.03.1920 — 28.03.1994                     | [ БС 6 ] [ ГС 19 ] [ НЛ 16 ]    |
| 262   | Ба́шкин Александр Иванович                                         | 18.11.1944            | артиллерия   | командир орудия 436-го отдельного истребительно-противотанкового дивизиона 399-й стрелковой дивизии 48-й армии 1-го Белорусского фронта | старший сержант                           | 25.12.1922 — 14.08.2011                     | [ БС 6 ] [ ГС 20 ] [ НЛ 17 ]    |
| 263   | Башки́ров Виктор Андреевич                                         | 04.02.1944            | авиация      | помощник командира по воздушно-стрелковой службе 519-го истребительного авиационного полка 283-й истребительной авиационной дивизии 16-й воздушной армии 1-го Белорусского фронта | капитан                                   | 27.11.1920 — 27.07.1991                     | [ БС 6 ] [ ГС 21 ] [ НЛ 18 ]    |
| 264   | Башки́ров Вячеслав Филиппович                                      | 08.02.1943            | комиссар     | военный комиссар эскадрильи 788-го истребительного авиационного полка 102-й истребительной авиационной дивизии ПВО | политрук                                  | 22.04.1915 — 15.02.2001                     | [ БС 6 ] [ ГС 22 ] [ НЛ 19 ]    |
| 265   | Башки́ров Иван Сергеевич                                           | 27.02.1945            | пехота       | командир пулемётного расчёта 487-го стрелкового полка 143-й стрелковой дивизии 47-й армии 1-го Белорусского фронта | сержант                                   | 1926 — 05.02.1945                           | [ БС 6 ] [ ГС 23 ] [ НЛ 20 ]    |
| 266   | Башки́ров Фёдор Андреевич                                          | 01.07.1944            | авиация      | командир эскадрильи 62-го штурмового авиационного полка 233-й штурмовой авиационной дивизии 1-й воздушной армии Западного фронта | капитан                                   | 15.03.1911 — 17.02.1977                     | [ БС 7 ] [ ГС 24 ] [ НЛ 21 ]    |
| 267   | Башма́нов Иван Андреевич                                           | 15.05.1946            | артиллерия   | командир батареи 45-мм пушек 1052-го стрелкового полка 301-й стрелковой дивизии 5-й ударной армии 1-го Украинского фронта | капитан                                   | 26.03.1923 — 06.07.1970                     | [ БС 7 ] [ ГС 25 ] [ НЛ 22 ]    |
| 268   | Баштырко́в Андрей Андреевич                                        | 22.02.1943            | авиация      | командир звена 24-го минно-торпедного авиационного полка 5-й бомбардировочной авиационной бригады ВВС Северного флота | капитан                                   | 04.10.1914 — 14.01.1943                     | ——                              |
| 269   | Ба́щенко Александр Петрович укр. Бащенко Олександр Петрович        | 24.03.1945            | танкист      | командир взвода танков Т-34 1-го танкового батальона 31-й танковой бригады 29-го танкового корпуса 5-й гвардейской танковой армии 1-го Прибалтийского фронта | лейтенант                                 | 30.07.1913 — 10.10.1944                     | [ БС 7 ] [ ГС 27 ] [ НЛ 23 ]    |
| 270   | Баю́к Пётр Ксенофонтович укр. Баюк Петро Ксенофонтович             | 16.10.1943            | пехота       | командир батальона 229-го стрелкового полка 8-й стрелковой дивизии 13-й армии Центрального фронта | капитан                                   | 12.01.1920 — 05.10.1943                     | [ БС 7 ] [ ГС 28 ] [ НЛ 24 ]    |
| 271   | Бевз Иван Васильевич                                              | 08.05.1965            | партизан     | активный участник партизанской борьбы на Украине, руководитель Винницкой городской подпольной партийной организации | —                                         | 30.08.1903 — 13.01.1943                     | ——                              |
| 272   | Бевз Николай Сидорович укр. Бевз Микола Сидорович                 | 10.01.1944            | артиллерия   | командир огневого взвода 201-го миномётного полка 12-й отдельной миномётной бригады РГК в составе 38-й армии Воронежского фронта | младший лейтенант                         | 19.02.1924 — 02.07.1995                     | [ БС 7 ] [ ГС 30 ] [ НЛ 25 ]    |
| 273   | Бегельди́нов Талгат Якубекович каз. Бигелдинов Талғат Жақыпбекұлы  | 26.10.1944 27.06.1945 | авиация      | заместитель командира эскадрильи 144-го гвардейского штурмового авиационного полка 9-й гвардейской штурмовой авиационной дивизии 5-й воздушной армии 2-го Украинского фронта командир эскадрильи 144-го гвардейского штурмового авиационного полка 9-й гвардейской штурмовой авиационной дивизии 1-го гвардейского штурмового авиационного корпуса 2-й воздушной армии 1-го Украинского фронта | гвардии старший лейтенант гвардии капитан | 05.08.1922 — 10.11.2014                     | [ БС 8 ] [ ГС 31 ] [ НЛ 26 ]    |
| 274   | Беге́нов Мади Кайбиевич каз. Бегенов Мәди Қайбиұлы                 | 19.03.1944            | пехота       | командир отделения 619-го стрелкового полка 203-й стрелковой дивизии 12-й армии 3-го Украинского фронта | сержант                                   | 1916 — 01.11.1943                           | [ БС 9 ] [ ГС 32 ] [ НЛ 27 ]    |
| 275   | Бегло́в Валентин Алексеевич                                        | 27.06.1945            | пехота       | командир батальона 959-го стрелкового полка 309-й стрелковой дивизии 6-й армии 1-го Украинского фронта | капитан                                   | 19.03.1922 — 07.03.1945                     | [ БС 9 ] [ ГС 33 ] [ НЛ 28 ]    |
| 276   | Бегоу́лев Борис Петрович                                           | 25.10.1938            | медики       | начальник медицинской службы 120-го стрелкового полка 40-й стрелковой дивизии 1-й Приморской армии Дальневосточного фронта | военврач 2-го ранга                       | 25.10.1905 — 08.07.1969                     | ——                              |
| 277   | Беда́ Леонид Игнатьевич укр. Біда Леонід Гнатович                  | 26.10.1944 29.06.1945 | авиация      | командир авиационной эскадрильи 75-го гвардейского штурмового авиационного полка 1-й гвардейской штурмовой авиационной дивизии 8-й воздушной армии 4-го Украинского фронта помощник командира 75-го гвардейского штурмового авиационного полка 1-й гвардейской штурмовой авиационной дивизии 1-й воздушной армии 3-го Белорусского фронта                                                      | гвардии старший лейтенант гвардии майор   | 16.08.1920 — 26.12.1976                     | [ БС 10 ] [ ГС 35 ] [ НЛ 29 ]   |
| 278   | Бе́дин Ефим Васильевич                                             | 23.10.1943            | генерал      | командир 253-й стрелковой дивизии 40-й армии Воронежского фронта | генерал-майор                             | 01.04.1900 — 29.07.1962                     | [ БС 11 ] [ ГС 36 ] [ НЛ 30 ]   |
| 279   | Бе́дин Иван Петрович                                               | 10.04.1945            | артиллерия   | командир 1372-го зенитно-артиллерийского полка 29-й зенитно-артиллерийской дивизии РГК в составе 5-й гвардейской армии 1-го Украинского фронта | майор                                     | 15.06.1906 — 24.03.1975                     | [ БС 11 ] [ ГС 37 ] [ НЛ 31 ]   |
| 280   | Бедне́нко Степан Петрович укр. Бедненко Степан Петрович            | 27.06.1945            | танкист      | командир взвода средних танков 51-го гвардейского танкового полка 10-й гвардейской механизированной бригады 5-го гвардейского механизированного корпуса 4-й гвардейской танковой армии 1-го Украинского фронта | гвардии лейтенант                         | 15.07.1913 — 13.11.1980                     | [ БС 11 ] [ ГС 38 ] [ НЛ 32 ]   |
| 281   | Бедре́нко Николай Васильевич                                       | 28.04.1945            | десантники   | сапёр 7-го отдельного гвардейского воздушно-десантного батальона 1-й гвардейской воздушно-десантной дивизии 53-й армии 2-го Украинского фронта | гвардии ефрейтор                          | 09.09.1923 — 03.07.1985                     | [ БС 11 ] [ ГС 39 ] [ НЛ 33 ]   |
| 282   | Бе́дрышев Михаил Александрович                                     | 10.01.1944            | пехота       | стрелок 1140-го стрелкового полка 340-й стрелковой дивизии 38-й армии Воронежского фронта | красноармеец                              | 08.11.1919 — 06.03.1974                     | [ БС 11 ] [ ГС 40 ] [ НЛ 34 ]   |
| 283   | Бежеве́ц Александр Саввич укр. Бежевець Олександр Савович          | 03.04.1975            | авиация      | лётчик-испытатель Государственного Краснознамённого научно-испытательного института ВВС | полковник                                 | 16.07.1929 — 22.07.2015                     | ——                              |
| 284   | Безбо́ков Владимир Михайлович                                      | 29.06.1945            | авиация      | заместитель командира эскадрильи 7-го гвардейского авиационного полка 54-й авиационной дивизии Авиация дальнего действия | гвардии капитан                           | 14.06.1922 — 03.08.2000                     | [ БС 11 ] [ ГС 42 ] [ НЛ 35 ]   |
| 285   | Безборо́дов Василий Петрович                                       | 31.05.1945            | танкист      | командир моторизованного батальона автоматчиков 64-й отдельной гвардейской танковой бригады 1-й гвардейской танковой армии 1-го Белорусского фронта | гвардии майор                             | 09.03.1917 — 28.08.2003                     | [ БС 12 ] [ ГС 43 ] [ НЛ 36 ]   |
| 286   | Безве́рхий Алексей Игнатьевич укр. Безверхий Олексій Гнатович      | 27.06.1945            | авиация      | командир эскадрильи 156-го гвардейского истребительного авиационного полка 12-й гвардейской истребительной авиационной дивизии 1-го гвардейского штурмового авиационного корпуса 2-й воздушной армии 1-го Украинского фронта | гвардии старший лейтенант                 | 23.03.1921 — 16.06.2004                     | [ БС 13 ] [ ГС 44 ] [ НЛ 37 ]   |
| 287   | Безголо́сов Виталий Мефодьевич                                     | 15.05.1946            | пехота       | снайпер роты автоматчиков 227-го стрелкового полка 183-й стрелковой дивизии 38-й армии 4-го Украинского фронта | старшина                                  | 20.05.1920 — 30.04.1945                     | [ БС 13 ] [ ГС 45 ] [ НЛ 38 ]   |
| 288   | Бездво́рный Анатолий Андреевич укр. Бездворный Анатолій Андрійович | 24.03.1945            | артиллерия   | орудийный номер 1972-го истребительно-противотанкового артиллерийского полка 45-й отдельной истребительно-противотанковой артиллерийской бригады 51-й армии 1-го Прибалтийского фронта | красноармеец                              | 30.03.1922 — 31.10.1952                     | [ БС 13 ] [ ГС 46 ] [ НЛ 39 ]   |
| 289   | Безде́тнов Николай Павлович                                        | 25.07.1985            | авиация      | лётчик-испытатель опытного конструкторского бюро имени Н. И. Камова | —                                         | род. 07.04.1934                             | ——                              |
| 290   | Безме́нов Василий Иванович укр. Безменов Василь Іванович           | 31.03.1943            | комиссар     | заместитель командира батареи по политической части 915-го артиллерийского полка 346-й стрелковой дивизии 5-й танковой армии Юго-Западного фронта | старший лейтенант                         | 01.01.1914 — 04.01.1943                     | [ БС 13 ] [ ГС 48 ] [ НЛ 40 ]   |
| 291   | Безме́нов Василий Иванович                                         | 27.02.1945            | танкист      | механик-водитель танка Т-34 49-й гвардейской танковой бригады 12-го гвардейского танкового корпуса 2-й гвардейской танковой армии 1-го Белорусского фронта | гвардии старшина                          | 11.06.1913 — 02.11.1981                     | [ БС 13 ] [ ГС 49 ] [ НЛ 41 ]   |
| 292   | Безно́сков Иван Захарович                                          | 10.04.1945            | пехота       | командир батальона 333-го гвардейского стрелкового полка 117-й гвардейской стрелковой дивизии 13-й армии 1-го Украинского фронта | гвардии капитан                           | 20.01.1918 — 25.02.1945                     | [ БС 13 ] [ ГС 50 ] [ НЛ 42 ]   |
| 293   | Безобра́зов Григорий Иванович                                      | 18.09.1943            | авиация      | штурман звена 10-го гвардейского авиационного полка 3-й гвардейской авиационной дивизии 3-го гвардейского авиационного корпуса Авиации дальнего действия | гвардии старший лейтенант                 | 24.01.1919 — 19.04.1944                     | [ БС 13 ] [ ГС 51 ] [ НЛ 43 ]   |
| 294   | Безро́дных Григорий Михеевич укр. Безродних Григорій Михійович     | 21.07.1942            | пехота       | стрелок 1075-го стрелкового полка 316-й стрелковой дивизии 16-й армии Западного фронта | красноармеец                              | 24.02.1909 — 16.11.1941                     | [ БС 15 ] [ ГС 52 ] [ НЛ 44 ]   |
| 295   | Безру́ков Николай Григорьевич                                      | 17.10.1943            | танкист      | командир танкового батальона 150-й отдельной танковой бригады 60-й армии Центрального фронта | майор                                     | 17.10.1918 — 17.03.1945                     | [ БС 16 ] [ ГС 53 ] [ НЛ 45 ]   |
| 296   | Безру́ков Филипп Иванович                                          | 04.06.1944            | инженер      | минёр 10-го отдельного гвардейского батальона минёров 43-й армии Калининского фронта | гвардии красноармеец                      | 1921 — 12.05.1943                           | [ БС 16 ] [ ГС 54 ] [ НЛ 46 ]   |
| 297   | Безу́глов Григорий Викторович укр. Безуглов Григорій Вікторович    | 15.01.1944            | кавалерия    | начальник штаба 60-го гвардейского кавалерийского полка 16-й гвардейской кавалерийской дивизии 7-го гвардейского кавалерийского корпуса 61-й армии Центрального фронта | гвардии капитан                           | 10.01.1907 — 08.09.1987                     | [ БС 16 ] [ ГС 55 ] [ НЛ 47 ]   |
| 298   | Безу́глый Владимир Андреевич                                       | 16.10.1943            | пехота       | стрелок 310-го стрелкового полка 8-й стрелковой дивизии 13-й армии Центрального фронта | красноармеец                              | 14.03.1924 — 21.04.2004                     | [ БС 16 ] [ ГС 56 ] [ НЛ 48 ]   |
| 299   | Безукла́дников Владимир Николаевич                                 | 22.02.1944            | артиллерия   | командир огневого взвода артиллерийской батареи 1118-го стрелкового полка 333-й стрелковой дивизии 6-й армии 3-го Украинского фронта | младший лейтенант                         | 26.08.1924 — 11.07.2003                     | [ БС 16 ] [ ГС 57 ] [ НЛ 49 ]   |
| 300   | Бе́зух Михаил Иванович                                             | 01.07.1944            | авиация      | штурман 565-го штурмового авиационного полка 224-й штурмовой авиационной дивизии 1-й воздушной армии Западного фронта | майор                                     | 25.05.1914 — 31.07.1971                     | [ БС 16 ] [ ГС 58 ] [ НЛ 50 ]   |
| 301   | Безце́нный Виктор Николаевич укр. Безцінний Віктор Миколайович     | 30.10.1943            | пехота       | командир взвода 685-го стрелкового полка 193-й стрелковой дивизии 65-й армии Центрального фронта | лейтенант                                 | 20.07.1924 — 02.12.1976                     | [ БС 16 ] [ ГС 59 ] [ НЛ 51 ]   |
| 302   | Бе́йда Иван Мартынович укр. Бейда Іван Мартинович                  | 10.01.1944            | пехота       | командир взвода разведки роты управления 178-й танковой бригады 10-го танкового корпуса 40-й армии Воронежского фронта | младший лейтенант                         | 15.09.1916 — 09.12.1987                     | [ БС 17 ] [ ГС 60 ] [ НЛ 52 ]   |
| 303   | Бека́сов Николай Михайлович                                        | 03.02.1940            | —            | радист ледокольного парохода «Георгий Седов» Главсевморпути | —                                         | 18.11.1913 — 19.09.2002                     | ——                              |
| 304   | Бекашо́нок Михаил Васильевич                                       | 27.06.1945            | авиация      | помощник по воздушно-стрелковой службе командира 129-го гвардейского истребительного авиационного полка 22-й гвардейской истребительной авиационной дивизии 2-й воздушной армии 1-го Украинского фронта | гвардии капитан                           | 05.09.1915 — 17.02.1964                     | [ БС 18 ] [ ГС 62 ] [ НЛ 53 ]   |
| 305   | Бекбосу́нов Серикказы каз. Бекбосынов Серікқазы                    | 21.07.1944            | пехота       | стрелок 300-го гвардейского стрелкового полка 99-й гвардейской стрелковой дивизии 7-й армии Карельского фронта | гвардии красноармеец                      | 21.09.1925 — 22.03.1977                     | [ БС 18 ] [ ГС 63 ] [ НЛ 54 ]   |
| 306   | Беке́тов Василий Семёнович                                         | 24.03.1945            | пехота       | командир взвода 170-го гвардейского стрелкового полка 57-й гвардейской стрелковой дивизии 8-й гвардейской армии 1-го Белорусского фронта | гвардии старший сержант                   | 25.03.1924 — 18.09.1991                     | [ БС 18 ] [ ГС 64 ] [ НЛ 55 ]   |
| 307   | Беке́тов Михаил Иванович                                           | 07.04.1940            | пехота       | командир роты 733-го стрелкового полка 136-й стрелковой дивизии 13-й армии Северо-Западного фронта | младший лейтенант                         | 23.12.1907 — 01.10.1981                     | [ БС 18 ] [ ГС 65 ] [ НЛ 56 ]   |
| 308   | Бела́вин Николай Иванович                                          | 26.10.1944            | авиация      | командир эскадрильи 33-го гвардейского штурмового авиаполка 3-й гвардейской штурмовой авиационной дивизии 6-й воздушной армии 1-го Белорусского фронта | гвардии капитан                           | 29.01.1923 — 15.01.1980                     | [ БС 18 ] [ ГС 66 ] [ НЛ 57 ]   |
| 309   | Бела́н Сергей Абрамович                                            | 13.09.1944            | пехота       | помощник командира взвода 74-го отдельного мотоциклетного батальона 3-го танкового корпуса 2-й танковой армии 2-го Украинского фронта | старший сержант                           | 26.10.1918 — 18.08.2005                     | [ БС 18 ] [ ГС 67 ] [ НЛ 58 ]   |
| 310   | Бела́шев Николай Никонорович                                       | 21.07.1942            | пехота       | стрелок 4-й роты 2-го батальона 1075-го стрелкового полка 316-й стрелковой дивизии 16-й армии Западного фронта | красноармеец                              | 1911 — 16.11.1941                           | [ БС 19 ] [ ГС 68 ] [ НЛ 59 ]   |
| 311   | Беле́вич Фёдор Николаевич (Биле́вич Фёдор Николаевич)               | 31.05.1945            | пехота       | наводчик станкового пулемёта 738-го стрелкового полка 134-й стрелковой дивизии 69-й армии 1-го Белорусского фронта | красноармеец                              | 21.05.1923 — 02.10.2004                     | [ БС 20 ] [ ГС 69 ] [ НЛ 60 ]   |
| 312   | Беле́нко Василий Данилович укр. Біленко Василь Данилович           | 22.02.1944            | пехота       | заместитель командира пулемётного отделения 282-го гвардейского стрелкового полка 92-й гвардейской стрелковой дивизии 37-й армии Степного фронта | гвардии младший сержант                   | 1907 — 18.04.1958                           | [ БС 21 ] [ ГС 70 ] [ НЛ 61 ]   |
| 313   | Белено́гов Юрий Сергеевич                                          | 03.06.1944            | танкист      | командир танка 119-го отдельного танкового полка 10-й гвардейской армии Западного фронта | младший лейтенант                         | 10.06.1923 — 02.09.1943                     | [ БС 21 ] [ ГС 71 ] [ НЛ 62 ]   |
| 314   | Бе́лик Вера Лукьяновна укр. Білик Віра Лук'янівна                  | 23.02.1945            | авиация      | штурман звена 46-го гвардейского ночного бомбардировочного авиационного полка 325-й ночной бомбардировочной авиационной дивизии 4-й воздушной армии 2-го Белорусского фронта | гвардии лейтенант                         | 12.06.1921 — 25.08.1944                     | [ БС 21 ] [ ГС 72 ] [ НЛ 63 ]   |
| 315   | Бе́лик Пётр Алексеевич укр. Білик Петро Олексійович                | 14.02.1943            | пехота       | командир 8-го отдельного мотоциклетного полка 5-й танковой армии | подполковник                              | 06.10.1909 — 12.06.1980                     | [ БС 21 ] [ ГС 73 ] [ НЛ 64 ]   |
| 316   | Бе́ликов Василий Иванович                                          | 24.04.1944            | пехота       | командир отделения автоматчиков мотострелкового батальона 7-й гвардейской механизированной бригады 3-го гвардейского механизированного корпуса 47-й армии Воронежского фронта | гвардии сержант                           | 1921 — август 1944 (пропал без вести)       | [ БС 22 ] [ ГС 74 ] [ НЛ 65 ]   |
| 317   | Бе́ликов Виктор Матвеевич                                          | 27.06.1945            | авиация      | заместитель командира и штурман эскадрильи 109-го гвардейского штурмового авиационного полка 6-й гвардейской штурмовой авиационной дивизии 2-го гвардейского штурмового авиационного корпуса 2-й воздушной армии 1-го Украинского фронта | гвардии старший лейтенант                 | 29.04.1923 — 28.11.2002                     | [ БС 23 ] [ ГС 75 ] [ НЛ 66 ]   |
| 318   | Бе́ликов Олег Степанович укр. Бєліков Олег Степанович              | 19.08.1944            | авиация      | командир эскадрильи 19-го отдельного истребительного авиационного полка 16-й воздушной армии 1-го Белорусского фронта | капитан                                   | 22.08.1918 — 28.02.1982                     | [ БС 23 ] [ ГС 76 ] [ НЛ 67 ]   |
| 319   | Бе́ликов Пётр Васильевич укр. Бєліков Петро Васильович             | 21.07.1942            | авиация      | стрелок-бомбардир звена 240-й отдельной разведывательной авиационной эскадрильи Северо-Западного фронта | старший лейтенант                         | 22.02.1916 — 15.03.1984                     | [ БС 23 ] [ ГС 77 ] [ НЛ 68 ]   |
| 320   | Бе́ликов Сергей Иосифович                                          | 24.03.1945            | инженер      | командир 341-го отдельного сапёрного батальона 233-й стрелковой дивизии 57-й армии 3-го Украинского фронта | майор                                     | 1920 — 12.11.1944                           | [ БС 23 ] [ ГС 78 ] [ НЛ 69 ]   |
| 321   | Белимба́ев Закария каз. Белібаев Закария                           | 17.10.1943            | инженер      | понтонёр 18-го отдельного понтонно-мостового батальона 3-й понтонно-мостовой бригады 60-й армии Центрального фронта | красноармеец                              | 09.05.1917 — 05.06.1982                     | [ БС 23 ] [ ГС 79 ] [ НЛ 70 ]   |
| 322   | Бели́нский Ефим Семёнович                                          | 24.03.1945            | артиллерия   | командир разведывательного взвода 113-го артиллерийского полка 32-й стрелковой дивизии 43-й армии 1-го Прибалтийского фронта | лейтенант                                 | 25.03.1925 — 16.12.1944                     | [ БС 23 ] [ ГС 80 ] [ НЛ 71 ]   |
| 323   | Бе́лкин Александр Никитович                                        | 04.02.1944            | авиация      | командир эскадрильи 164-го истребительного авиационного полка 295-й истребительной авиационной дивизии 9-го смешанного авиационного корпуса 17-й воздушной армии 3-го Украинского фронта | старший лейтенант                         | 05.08.1918 — 12.07.1984                     | [ БС 23 ] [ ГС 81 ] [ НЛ 72 ]   |
| 324   | Белоборо́дов Афанасий Павлантьевич                                 | 22.07.1944 19.04.1945 | генерал      | командующий 43-й армией | генерал-лейтенант                         | 31.01.1903 — 01.09.1990                     | [ БС 24 ] [ ГС 82 ] [ НЛ 73 ]   |
| 325   | Бело́в Александр Кузьмич                                           | 22.07.1944            | пехота       | автоматчик 1124-го стрелкового полка 334-й стрелковой дивизии 43-й армии 1-го Прибалтийского фронта | красноармеец                              | 09.11.1911 — 19.05.1974                     | [ БС 25 ] [ ГС 83 ] [ НЛ 74 ]   |
| 326   | Бело́в Александр Фёдорович                                         | 24.03.1945            | пехота       | помощник командира взвода 346-го стрелкового полка 63-й стрелковой дивизии 5-й армии 3-го Белорусского фронта | старший сержант                           | 30.11.1923 — 05.04.1980                     | [ БС 25 ] [ ГС 84 ] [ НЛ 75 ]   |
| 327   | Бело́в Алексей Ефимович                                            | 03.06.1944            | пехота       | старший адъютант батальона 667-го стрелкового полка 218-й стрелковой дивизии 47-й армии Воронежского фронта | старший лейтенант                         | 18.12.1989 — 29.08.1992                     | [ БС 25 ] [ ГС 85 ] [ НЛ 76 ]   |
| 328   | Бело́в Алексей Иванович                                            | 15.01.1944            | пехота       | автоматчик 29-го гвардейского стрелкового полка 12-й гвардейской стрелковой дивизии 61-й армии Центрального фронта | гвардии ефрейтор                          | 29.04.1912 — 01.09.1976                     | [ БС 25 ] [ ГС 86 ] [ НЛ 77 ]   |
| 329   | Бело́в Аркадий Степанович                                          | 13.11.1943            | пехота       | командир взвода 931-го стрелкового полка 240-й стрелковой дивизии 38-й армии Воронежского фронта | младший лейтенант                         | 01.03.1917 — 18.12.1982                     | [ БС 25 ] [ ГС 87 ] [ НЛ 78 ]   |
| 330   | Бело́в Василий Михайлович                                          | 23.10.1943            | связисты     | телефонист стрелкового батальона 11-й мотострелковой бригады 10-го танкового корпуса 40-й армии Воронежского фронта | красноармеец                              | 05.01.1925 — 15.04.1993                     | [ БС 25 ] [ ГС 88 ] [ НЛ 79 ]   |
| 331   | Бело́в Василий Тимофеевич                                          | 03.06.1944            | пехота       | автоматчик 1292-го стрелкового полка 113-й стрелковой дивизии 57-й армии 3-го Украинского фронта | красноармеец                              | 1910 — 25.03.1944                           | [ БС 25 ] [ ГС 89 ] [ НЛ 80 ]   |
| 332   | Бело́в Григорий Андреевич                                          | 15.01.1944            | кавалерия    | командир 16-й гвардейской кавалерийской дивизии 7-го гвардейского кавалерийского корпуса 61-й армии Центрального фронта | гвардии полковник                         | 12.10.1901 — 23.06.1994                     | [ БС 26 ] [ ГС 90 ] [ НЛ 81 ]   |
| 333   | Бело́в Евтихий Емельянович                                         | 29.05.1945            | генерал      | командир 10-го гвардейского танкового корпуса 4-й гвардейской танковой армии 1-го Украинского фронта | гвардии генерал-лейтенант                 | 06.09.1901 — 18.06.1966                     | [ БС 27 ] [ ГС 91 ] [ НЛ 82 ]   |
| 334   | Бело́в Иван Леонович                                               | 24.03.1945            | пехота       | заместитель командира батальона 631-го стрелкового полка 159-й стрелковой дивизии 5-й армии 3-го Белорусского фронта | капитан                                   | 22.11.1918 — 20.11.1987                     | [ БС 27 ] [ ГС 92 ] [ НЛ 83 ]   |
| 335   | Бело́в Иван Михайлович                                             | 05.02.1940            | авиация      | командир звена 5-го смешанного авиационного полка ВВС 14-й армии | лейтенант                                 | 15.06.1915 — 07.09.1941                     | [ БС 27 ] [ ГС 93 ] [ НЛ 84 ]   |
| 336   | Бело́в Михаил Алексеевич                                           | 24.03.1945            | пехота       | командир батальона 965-го стрелкового полка 274-й стрелковой дивизии 69-й армии 1-го Белорусского фронта | майор                                     | 23.07.1921 — 23.01.1998                     | [ БС 27 ] [ ГС 94 ] [ НЛ 85 ]   |
| 337   | Бело́в Николай Максимович                                          | 10.01.1944            | танкист      | командир танковой роты 424-го танкового батальона 56-й гвардейской танковой бригада 7-го гвардейского танкового корпуса 3-й гвардейской танковой армии 1-го Украинского фронта | гвардии лейтенант                         | 25.07.1922 — 07.03.1980                     | [ БС 27 ] [ ГС 95 ] [ НЛ 86 ]   |
| 338   | Бело́в Павел Алексеевич                                            | 15.01.1944            | генерал      | командующий 61-й армией Центрального фронта | генерал-лейтенант                         | 18.02.1897 — 03.12.1962                     | [ БС 27 ] [ ГС 96 ] [ НЛ 87 ]   |
| 339   | Бело́в Фёдор Иванович                                              | 10.04.1945            | артиллерия   | командир орудия 683-го артиллерийского полка 214-й стрелковой дивизии 52-й армии 1-го Украинского фронта | старший сержант                           | 20.02.1920 — 27.05.1979                     | [ БС 28 ] [ ГС 97 ] [ НЛ 88 ]   |
| 340   | Бело́в Юрий Николаевич                                             | 29.06.1945            | артиллерия   | командир орудия мотострелкового батальона 68-й механизированной бригады 8-го механизированного корпуса 48-й армии 2-го Белорусского фронта | старший сержант                           | 03.04.1925 — 30.08.1988                     | [ БС 29 ] [ ГС 98 ] [ НЛ 89 ]   |
| 341   | Белогу́ров Александр Иванович укр. Бєлогуров Олександр Іванович    | 07.02.1940            | авиация      | воздушный стрелок-радист 57-го скоростного бомбардировочного авиационного полка ВВС Балтийского флота | старшина                                  | 03.12.1914 — 03.07.1942                     | ——                              |
| 342   | Белоде́дов Александр Иванович                                      | 31.05.1945            | пехота       | начальник штаба 1042-го стрелкового полка 295-й стрелковой дивизии 5-й ударной армии 1-го Белорусского фронта | майор                                     | 14.10.1920 — 12.03.1945                     | [ БС 29 ] [ ГС 100 ] [ НЛ 90 ]  |
| 343   | Белозе́рцев Василий Дмитриевич                                     | 16.10.1943            | артиллерия   | командир орудия артиллерийской батареи 229-го стрелкового полка 8-й стрелковой дивизии 13-й армии Центрального фронта | младший сержант                           | 10.06.1923 — 15.05.2000                     | [ БС 29 ] [ ГС 101 ] [ НЛ 91 ]  |
| 344   | Белозе́рцев Николай Александрович                                  | 10.01.1944            | пехота       | командир взвода пешей разведки 955-го стрелкового полка 309-й стрелковой дивизии 40-й армии Воронежского фронта | старший сержант                           | 1910 — 30.08.1943                           | [ БС 29 ] [ ГС 102 ] [ НЛ 92 ]  |
| 345   | Белозёров Иван Павлович                                           | 16.05.1944            | авиация      | командир звена 6-го гвардейского истребительного авиационного полка 11-й штурмовой авиационной дивизии ВВС Черноморского флота | гвардии старший лейтенант                 | 01.09.1918 — 14.02.2006                     | [ БС 29 ] [ ГС 103 ] [ НЛ 93 ]  |
| 346   | Белоива́ненко Михаил Иванович укр. Білоіваненко Михайло Іванович   | 26.10.1943            | связисты     | командир отделения 133-го отдельного гвардейского батальона связи 25-го гвардейского стрелкового корпуса 7-й гвардейской армии Степного фронта | гвардии сержант                           | 08.11.1923 — 03.03.2001                     | [ БС 30 ] [ ГС 104 ] [ НЛ 94 ]  |
| 347   | Белоко́нь Кузьма Филимонович укр. Білокінь Кузьма Филимонович      | 26.10.1944            | авиация      | командир эскадрильи 103-го штурмового авиационного полка 230-й штурмовой авиационной дивизии 4-й воздушной армии 2-го Белорусского фронта | капитан                                   | 24.10.1915 — 13.04.2005                     | [ БС 31 ] [ ГС 105 ] [ НЛ 95 ]  |
| 348   | Белоко́нь Пётр Ксенофонтович                                       | 21.02.1945            | артиллерия   | командир орудия 117-го истребительно-противотанкового дивизиона 41-й стрелковой дивизии 69-й армии 1-го Белорусского фронта | старший сержант                           | 06.08.1917 — 04.01.1973                     | [ БС 31 ] [ ГС 106 ] [ НЛ 96 ]  |
| 349   | Белокопы́тов Дмитрий Иванович                                      | 19.03.1944            | пехота       | стрелок 592-го стрелкового полка 203-й стрелковой дивизии 12-й армии Юго-Западного фронта | красноармеец                              | 1917 — 04.11.1943                           | [ БС 31 ] [ ГС 107 ] [ НЛ 97 ]  |
| 350   | Беломе́стных Владимир Корнилович                                   | 30.10.1943            | инженер      | командир отделения 12-го отдельного сапёрного батальона 106-й стрелковой дивизии 65-й армии Центрального фронта | старшина                                  | 27.07.1913 — 08.08.2009                     | [ БС 31 ] [ ГС 108 ] [ НЛ 98 ]  |
| 351   | Белому́тов Григорий Тихонович                                      | 17.10.1943            | пехота       | стрелок 705-го стрелкового полка 121-й стрелковой дивизии 60-й армии Центрального фронта | красноармеец                              | 1910 — 18.10.1943                           | [ БС 31 ] [ ГС 109 ] [ НЛ 99 ]  |
| 352   | Белоно́жко Марк Николаевич укр. Білоножко Марк Миколайович         | 17.10.1943            | инженер      | командир роты 42-го отдельного инженерно-сапёрного батальона 59-й отдельной инженерно-сапёрной бригады РГК в составе войск 60-й армии Центрального фронта | капитан                                   | 30.03.1915 — 26.09.1943                     | [ БС 31 ] [ ГС 110 ] [ НЛ 100 ] |
| 353   | Белопо́льский Иван Павлович                                        | 29.10.1943            | пехота       | стрелок 529-го стрелкового полка 163-й стрелковой дивизии 38-й армии Воронежского фронта | красноармеец                              | 30.01.1909 — 04.02.1984                     | [ БС 31 ] [ ГС 111 ] [ НЛ 101 ] |
| 354   | Белопу́хов Евстрат Степанович                                      | 17.10.1943            | пехота       | командир пулемётного взвода 1033-го стрелкового полка 280-й стрелковой дивизии 60-й армии Центрального фронта | лейтенант                                 | 05.01.1922 — 18.02.1980                     | [ БС 32 ] [ ГС 112 ] [ НЛ 102 ] |
| 355   | Белоро́ссов Владимир Александрович                                 | 10.03.1944            | танкист      | командир танка Т-34 181-й танковой бригады 18-го танкового корпуса 5-й гвардейской танковой армии 2-го Украинского фронта | младший лейтенант                         | 28.12.1922 — ноябрь 1943 (пропал без вести) | [ БС 33 ] [ ГС 113 ] [ НЛ 103 ] |
| 356   | Белоу́с Антон Иванович укр. Білоус Антон Іванович                  | 15.05.1946            | авиация      | командир звена 810-го штурмового авиационного полка 225-й штурмовой авиационной дивизии 15-й воздушной армии Ленинградского фронта | лейтенант                                 | 10.10.1921 — 01.08.1986                     | [ БС 33 ] [ ГС 114 ] [ НЛ 104 ] |
| 357   | Белоу́с Владимир Никитович укр. Білоус Володимир Микитович         | 24.03.1945            | артиллерия   | командир батареи 142-й армейской пушечной артиллерийской бригады 33-й армии 1-го Белорусского фронта | лейтенант                                 | 14.06.1916 — 20.02.1977                     | [ БС 33 ] [ ГС 115 ] [ НЛ 105 ] |
| 358   | Белоу́сов Василий Игнатьевич                                       | 10.01.1944            | инженер      | командир понтонного взвода 15-го отдельного моторизированного понтонно-мостового батальона 6-й понтонно-мостовой бригады РГК в составе войск Воронежского фронта | лейтенант                                 | 01.01.1919 — 06.03.1981                     | [ БС 33 ] [ ГС 116 ] [ НЛ 106 ] |
| 359   | Белоу́сов Василий Савельевич                                       | 17.10.1943            | пехота       | стрелок 212-го гвардейского стрелкового полка 75-й гвардейской стрелковой дивизии 60-й армии Центрального фронта | гвардии красноармеец                      | 02.12.1925 — 08.09.1977                     | [ БС 33 ] [ ГС 117 ] [ НЛ 107 ] |
| 360   | Белоу́сов Виталий Фёдорович                                        | 31.05.1945            | артиллерия   | командир дивизиона 666-го артиллерийского полка 222-й стрелковой дивизии 33-й армии 1-го Белорусского фронта | майор                                     | 25.01.1921 — 30.04.1945                     | [ БС 34 ] [ ГС 118 ] [ НЛ 108 ] |
| 361   | Белоу́сов Владимир Игнатьевич                                      | 21.03.1940            | авиация      | командир эскадрильи 9-го штурмового авиационного полка ВВС 7-й армии Северо-Западного фронта | капитан                                   | 06.06.1908 — 02.10.1981                     | [ БС 35 ] [ ГС 119 ] [ НЛ 109 ] |
| 362   | Белоу́сов Леонид Георгиевич                                        | 10.04.1957            | авиация      | помощник по лётной подготовке командира 4-го гвардейского истребительного авиационного полка 1-й гвардейской истребительной авиационной дивизии ВВС Балтийского флота | гвардии майор                             | 16.03.1909 — 07.05.1998                     | ——                              |
| 363   | Белоу́сов Михаил Игнатьевич                                        | 26.10.1943            | пехота       | командир взвода 1179-го стрелкового полка 347-й стрелковой дивизии 44-й армии Южного фронта | лейтенант                                 | 21.02.1894 — 01.03.1956                     | [ БС 35 ] [ ГС 121 ] [ НЛ 110 ] |
| 364   | Белоу́сов Михаил Прокофьевич                                       | 03.02.1940            | —            | капитан флагманского ледокола «Иосиф Сталин» Главсевморпути | —                                         | 12.11.1904 — 15.05.1946                     | ——                              |
| 365   | Белоу́сов Николай Петрович                                         | 01.07.1944            | авиация      | командир звена 193-го истребительного авиационного полка 302-й истребительной авиационной дивизии 4-го истребительного авиационного корпуса 5-й воздушной армии 2-го Украинского фронта | лейтенант                                 | 03.05.1923 — 22.04.2006                     | [ БС 35 ] [ ГС 123 ] [ НЛ 111 ] |
| 366   | Белоу́сов Павел Александрович                                      | 10.01.1944            | пехота       | автоматчик 269-го стрелкового полка 136-й стрелковой дивизии 38-й армии Воронежского фронта | красноармеец                              | 1924 — 19.09.1944                           | [ БС 35 ] [ ГС 124 ] [ НЛ 112 ] |

| Навигационная таблица | Навигационная таблица                |
| --------------------- | ------------------------------------ |
| «Б»                   | Бабаджанян Амазасп — Балебин Василий |
| «Б»                   | Баленко Александр — Батяев Василий   |
| «Б»                   | Бахаев Степан — Белоусов Павел       |
| «Б»                   | Белоусов Степан — Бирченко Иван      |
| «Б»                   | Бирюзов Сергей — Бойцов Игорь        |
| «Б»                   | Бойцов Филипп — Бортник Роман        |
| «Б»                   | Бортовский Матвей — Булаев Александр |
| «Б»                   | Булаенко Иван — Бяков Алексей        |